# Мвима, Дора
Дора Мвима (англ. Dora Mwima) — фотомодель, победительница конкурса Мисс Уганда 2008, представляла свою страну на конкурсе Мисс Мира 2008, проходившего в ЮАР.

## Биография
Дора родилась в 1990 году в Уганде, в детстве жила в Кении и Уганде. Обучалась по специальности интерьер и дизайн моды. 13 августа 2008 года Дора завоевала титул Мисс Уганда 2008, что позволило ей принять участие на конкурсе Мисс Мира 2008, который проходил в декабре 2008 года в ЮАР, на котором она не вышла в полуфинал.